# Thitiphan Puangjan
Thitiphan Puangjan (født 1. september 1993) er en fodboldspiller fra Thailand. Han er medlem af Thailands fodboldlandshold.
Han har spillet 31 landskampe for Thailand.